# سفارة أذربيجان في إسبانيا
سفارة أذربيجان في إسبانيا هي أرفع تمثيل دبلوماسي لدولة أذربيجان لدى إسبانيا. تقع السفارة في مدريد وهي تهدف لتعزيز المصالح الأذربيجانية في إسبانيا.

## وصلات خارجية
- قائمة سفارات أذربيجان
- قائمة السفارات في إسبانيا